# Wesley Moodie
Wesley Moodie (Durban, 14 febbraio 1979) è un ex tennista sudafricano. È noto soprattutto per aver vinto in doppio il torneo di Wimbledon 2005, al suo esordio nella manifestazione. Si è messo in luce soprattutto in doppio, vincendo altri 5 titoli nel circuito maggiore e arrivando alla 8ª posizione del ranking ATP nell'agosto 2009. In singolare ha vinto un titolo ATP e ha raggiunto la 57ª posizione della classifica mondiale nell'ottobre 2005. Ha disputato 25 incontri con la squadra sudafricana di Coppa Davis, vincendone 18.

## Biografia
Dopo una buona carriera a livello universitario negli Stati Uniti, passa al professionismo nel 2000. Quell'anno vince 5 titoli ITF in doppio e due in singolare. Nel 2001 vince due titoli Challenger in doppio mentre nel 2002 debutta nel circuito ATP e in Coppa Davis. L'anno dopo vince i suoi primi 2 tornei Challenger in singolare; debutta a Wimbledon vincendo due incontri e in agosto entra nella top 100, quello stesso anno esordisce agli US Open e supera il primo turno.
Il primo titolo nel circuito maggiore arriva nel 2005 e sarà il più grande successo della carriera, in coppia con Stephen Huss parte dalle qualificazioni e vince il torneo di doppio a Wimbledon, battendo in finale i favoriti fratelli Bob e Mike Bryan. Si distingue anche in singolare vincendo il suo unico titolo ATP quello stesso anno al torneo ATP International Series Gold di Tokyo superando in finale Mario Ančić, risultato con cui il 10 ottobre 2005 raggiunge la 57ª posizione della classifica mondiale, che resterà il suo best ranking in singolare. Grazie alla vittoria a Wimbledon, Moodie e Huss prendono parte alla Tennis Masters Cup 2005; nel round robin ottengono una vittoria, una sconfitta e vengono eliminati nel terzo match, costretti al ritiro per un infortunio al ginocchio di Huss.
Nel 2006 perde la finale in doppio a Delray Beach in coppia con Chris Haggard. L'anno successivo insieme a Todd Perry vince due tornei ATP International Series, in gennaio quello sul cemento di Adelaide e in aprile quello sulla terra rossa di Valencia. Nel 2008 il suo partner è Jeff Coetzee, con il quale in aprile vince il titolo all'Estoril e raggiunge le finali a Doha e al Paris Masters (La sua prima finale in un toeno Masters Series). I due accedono così alla Tennis Masters Cup 2008 e vengono eliminati perdendo i primi due incontri nel round robin, rendendo inutile la vittoria nell'ultima giornata sulle teste di serie nº 1, i fratelli Bryan.
Nel 2008 Moodie dirada gli impegni in singolare e dal febbraio 2009 gioca solo in doppio. Subito dopo la finale persa nel Madrid Masters, nel giugno 2009 torna a disputare una finale del Grande Slam al Roland Garros, in coppia con Dick Norman, dopo aver nuovamente battuto i fratelli Bryan in semifinale. All'atto conclusivo perde in tre set contro la coppia Lukáš Dlouhý / Leander Paes. Le successive vittorie nelle finali del Queen's e a 's-Hertogenbosch, che saranno gli ultimi titoli in carriera, e la semifinale raggiunta a Wimbledon lo portano il 2 agosto all'8º posto mondiale, la sua migliore classifica di tutta la carriera.
Nell'aprile 2010 partecipa al torneo di Houston con Stephen Huss e perde la finale contro i fratelli Bryan. A Wimbledon disputa la sua ultima finale in carriera nel torneo di doppio misto, in coppia con Lisa Raymond viene sconfitto in due set da Cara Black / Leander Paes. Nel corso della stagione raggiunge anche altre 7 semifinali e diversi quarti di finale, e accede per la terza e ultima volta alle ATP Finals; come nelle precedenti occasioni viene eliminato nel round robin ottenendo una sola vittoria. Disputa il suo ultimo incontro da professionista al terzo turno del torneo di Wimbledon 2011.

## Statistiche

### Singolare

#### Titoli (1)
| Legenda                           |
| Grande Slam (0)                   |
| Tennis Masters Cup (0)            |
| ATP Masters Series (0)            |
| ATP International Series Gold (1) |
| ATP International Series (0)      |

| Nº | Data           | Torneo                                     | Superficie | Avversario in finale | Punteggio        |
| 1. | 3 ottobre 2005 | AIG Japan Open Tennis Championships, Tokyo | Cemento    | Mario Ančić          | 1-6, 7-6(7), 6-4 |

### Doppio

#### Titoli (6)
| Legenda                                                       |
| Grande Slam (1)                                               |
| Tennis Masters Cup / ATP World Tour Finals (0)                |
| ATP Masters Series / ATP World Tour Masters 1000 (0)          |
| ATP International Series Gold / ATP World Tour 500 Series (0) |
| ATP International Series / ATP World Tour 250 Series (5)      |

| Nº | Data           | Torneo                                           | Superficie  | Compagno       | Avversari in finale               | Punteggio\               |
| 1. | 2 luglio 2005  | Torneo di Wimbledon, Londra                      | Erba        | Stephen Huss   | Bob Bryan Mike Bryan              | 7–6(4), 6–3, 6(2)–7, 6–3 |
| 2. | 7 gennaio 2007 | Next Generation Adelaide International, Adelaide | Cemento     | Todd Perry     | Novak Đoković Radek Štěpánek      | 6-4, 3-6, [15-13]        |
| 3. | 14 aprile 2007 | Open de Tenis Comunidad Valenciana, Valencia     | Terra rossa | Todd Perry     | Yves Allegro Sebastián Prieto     | 7-5, 7-5                 |
| 4. | 20 aprile 2008 | Estoril Open, Oeiras                             | Terra rossa | Jeff Coetzee   | Jamie Murray Kevin Ullyett        | 6–2, 4–6, [10–8]         |
| 5. | 14 giugno 2009 | Queen's Club Championships, Londra               | Erba        | Michail Južnyj | Marcelo Melo André Sá             | 6–4, 4–6, [10–6]         |
| 6. | 20 giugno 2009 | Ordina Open, 's-Hertogenbosch                    | Erba        | Dick Norman    | Johan Brunström Jean-Julien Rojer | 7–6(3), 6(8)-7, [10–5]   |

#### Finali perse (7)
| Legenda                                                       |
| Grande Slam (1)                                               |
| Tennis Masters Cup / ATP World Tour Finals (0)                |
| ATP Masters Series / ATP World Tour Masters 1000 (2)          |
| ATP International Series Gold / ATP World Tour 500 Series (0) |
| ATP International Series / ATP World Tour 250 Series (4)      |

| Nº | Data             | Torneo                                                        | Superficie  | Compagno      | Avversari in finale               | Punteggio        |
| 1. | 30 ottobre 2005  | Swiss Indoors, Basilea                                        | Cemento     | Stephen Huss  | Agustín Calleri Fernando González | 5-7, 5-7         |
| 2. | 5 febbraio 2006  | Delray Beach International Tennis Championships. Delray Beach | Cemento     | Chris Haggard | Mark Knowles Daniel Nestor        | 2–6, 3–6         |
| 3. | 4 gennaio 2008   | Qatar Open, Doha                                              | Cemento     | Jeff Coetzee  | Philipp Kohlschreiber David Škoch | 4–6, 6–4, [9–11] |
| 4. | 1º novembre 2008 | Paris Masters, Parigi                                         | Cemento     | Jeff Coetzee  | Jonas Björkman Kevin Ullyett      | 2–6, 2–6         |
| 5. | 17 maggio 2009   | Madrid Masters, Madrid                                        | Terra rossa | Simon Aspelin | Daniel Nestor Nenad Zimonjić      | 4–6, 4–6         |
| 6. | 6 giugno 2009    | Roland Garros, Parigi                                         | Terra rossa | Dick Norman   | Leander Paes Lukáš Dlouhý         | 6-3, 3–6, 2-6    |
| 7. | 10 aprile 2010   | U.S. Men's Clay Court Championships, Houston                  | Terra rossa | Stephen Huss  | Bob Bryan Mike Bryan              | 3–6, 5–7         |

### Doppio misto

#### Finali perse (1)
| Legenda                                                       |
| Grande Slam (1)                                               |
| Tennis Masters Cup / ATP World Tour Finals (0)                |
| ATP Masters Series / ATP World Tour Masters 1000 (0)          |
| ATP International Series Gold / ATP World Tour 500 Series (0) |
| ATP International Series / ATP World Tour 250 Series (0)      |

| Nº | Data          | Torneo                      | Superficie | Compagno     | Avversari in finale     | Punteggio   |
| 1. | 3 luglio 2010 | Torneo di Wimbledon, Londra | Erba       | Lisa Raymond | Cara Black Leander Paes | 4–6, 6(5)-7 |